# Астрофил и Стелла
«Астрофил и Стелла» (англ. Astrophel and Stella) — цикл сонетов английского поэта Филипа Сидни, впервые опубликованный в 1591 году (после смерти автора).

## Содержание
Цикл включает 108 сонетов, объединённых общим замыслом. Все они рассказывают о любви молодого придворного по имени Астрофил («Влюблённый в звезду») в замужнюю даму по имени Стелла («Звезда»). Прототипом последней была Пенелопа Деверё, жена Роберта Рича, 3-го барона Рича, с которой Сидни был помолвлен в юности. При этом неясно, был ли поэт влюблён в Пенелопу на самом деле.
В каждом сонете лирический герой рассказывает о своей любви, но обращается чаще всего не к Стелле, а к другим людям или даже предметам. Он не получает награду за свою любовь и преданность, но при этом остаётся исполнен оптимизма: перенесённые испытания указывают ему путь к нравственному совершенству.

## Публикация и значение
Сонеты из цикла «Астрофил и Стелла» были написаны между 1581 и 1583 годами. Сидни их не издавал, но многие стихотворения имели хождение в рукописном виде и обрели широкую известность. В 1591 году, через пять лет после смерти Сидни, Томас Ньюман впервые издал их. В сборник вошли 10 сонетов Сидни и стихи ряда других авторов, а предисловие написал Томас Нэш. В тексте было множество ошибок, так что друзья Сидни добились изъятия тиража из продаж. В том же году Ньюман выпустил второе издание, более точное. В 1598 году сестра Сидни, графиня Пембрук, подготовила третье издание (в одной книге с романом «Аркадия»), которое считается наиболее точным и авторитетным.
Сонеты Сидни имели огромное значение для английской литературы. Их автор творчески осваивает опыт поэтов предыдущих эпох и переходит на новый уровень. Он впервые отделяет себя от лирического героя, впервые создаёт цикл сонетов как единое целое, то есть лирическую эпопею. Томас Нэш в предисловии к первому изданию «Астрофила и Стеллы» называет из «трагикомедией» любви